# Александров, Александр Фомич
Александр Фомич Александров (возможно изменил фамилию на Фомичев; 20 декабря 1887, Кишинёв, Бессарабская губерния — 26 ноября 1937, Одесса) — эсер, обвинялся в убийстве, делегат Всероссийского Учредительного собрания.

## Биография
Родился в конце 1887 года в Кишинёве в мещанской молоканской семье. После окончания ремесленного училища в Александровске (Екатеринославская губерния), он работал слесарем.
Александр Фомич стал поднадзорным в 1907 году как член партии социалистов-революционеров (ПСР). Он обвинялся в убийстве начальника Бендерских железнодорожных мастерских.
В 1917 году Александров был избран депутатом Учредительного собрания от Бессарабского округа (список № 2). Он участвовал в заседании Собрания от 5 января 1918 года, закончившимся разгоном делегатов.
В советское время Александров, возможно сменивший к тому времени фамилию на Фомичёв, подвергался репрессиям и был расстрелян в Одессе по приговору суда от 26 ноября 1937 года.

## Киновоплощение
- 1968 — «Шестое июля». В роли Александра Александрова — Сергей Плотников